# Joseph Crawford
Joseph Crawford, född 31 december 1982, kanadensisk skådespelare. Crawford har bott i Nya Zeeland större delen av sin karriär. Han är förmodligen mest känd för sin roll som Darryl i TV-serien The Tribe.
Utöver sitt arbete i TV-serier har han även medverkat i teateruppsättningar.